# مالو بيترز
مالو بوسبورج بيترز (ولدت في 22 مايو 2002) عارضة أزياء دنماركية وملكة جمال توجت ملكة جمال الدنمارك 2022. ستمثل الدنمارك في ملكة جمال الكون 2022.

## روابط خارجية
- missdanmark.dk
- مالو بيترز على إنستغرام